# Републикански път III-2002
Републикански път IIІ-2002 е третокласен път, част от Републиканската пътна мрежа на България, преминаващ по територията на Разградска и Търговишка област. Дължината му е 39 km.
Пътят се отклонява надясно при 45 km на Републикански път I-2 в центъра на град Цар Калоян и се насочва на югозапад през крайните северозападни разклонения на Разградските височини. При село Костанденец слиза в дълбоката долина на река Малки Лом (ляв притк на Бели Лом), завива на югоизток и продължава нагоре покрай десния бряг на реката. Навлиза в Търговишка област, минава през селата Захари Стояново и Садина, където завива на юг и напуска долината на река Малки Лом. При село Зараево преодолява вододела между реките Малки Лом и Черни Лом (лява съставяща на Русенски Лом), слиза в долината на последната, след което се изкачва по югизточната част на Поповските височини и в северната част на град Попово се свързва с Републикански път III-202 при неговия 64,1 km.
| Пътища, отклоняващи се надясно (населено място, № на пътя, посока на пътя) | km   | Пътища, отклоняващи се наляво (посока на пътя, № на пътя, населено място) |
| -------------------------------------------------------------------------- | ---- | ------------------------------------------------------------------------- |
| Община Цар Калоян, Област Разград, I-2, 45 km, гр. Цар Калоян →            | 0,0  | → гр. Цар Калоян, 45 km, I-2, Област Разград, Община Цар Калоян           |
| (за с. Сваленик) общински път, с. Костанденец ←                            | 7,6  | с. Костанденец                                                            |
| Община Попово, Област Търговище                                            | 12,4 | Област Търговище, Община Попово                                           |
| с. Захари Стояново                                                         | 14   | с. Захари Стояново                                                        |
| (за с. Люблен) общински път, с. Садина ←                                   | 21   | → с. Садина, общински път (за с. Помощица)                                |
|                                                                            | 27,7 | → общински път (за с. Козица)                                             |
| с. Зараево                                                                 | 28,8 | с. Зараево                                                                |
| (от 16,6 km на I-2) III-202, 64,1 km, гр. Попово →                         | 39,0 | → гр. Попово, 64,1 km, III-202 (до гр. Попово)                            |